# Ай-Алексий
Ай-Алексий — родник в Крыму, на территории большой Алушты, исток балки Аворта (приток реки Орта-Узень). Представляет собой группу из 3 родников (Ай-Алексий-I, II и III) расположенных на юго-восточном склоне массива Караби-яйлы (ниже перевала Ликон) на высотах 801, 787 и 800 м над уровнем моря соответственно.

## Название
Ай-Алексий происходит от греческого святой Алексий (греч. ̓Αλέξιος). Самый раннией вариант названия источника, как Источникъ Алексія чокракъ, встречается в статье «Гипсометрические работы в Таврических горах геолога Ю. А. Листова в 1887—1888 г.»; на верстовой карте 1890-х годов обозначен, как «Фонт. Алексея». В «Путеводителе по Крыму» А. Безчинского 1904 года — Алексис, в материалах Партии Крымских Водных изысканий 1913—1916 года родник записан как Алексей-Чокрак и сам Ай-Алексий-I — Алексей Чешме Фонтан. У Н. В. Рухлова источник фигурирует, как «Алекси», Александр Крубер употребил название Алексія Чокракъ. Также встречается название Третий фонтан, в настоящее время почти вышедшее из употребления.

## Описание
Общий дебет источников, по сведениям Партии Крымских Водных Изысканий на 1913—1916 год, составлял в среднем 47060 вёдер в сутки, собственно Ай-Алексий-I — 13410 вёдер (примерно 1,9 л/сек), там же описано, что 
…выход воды: известняк, наносы, валуны, лес; качество воды: хорошее, выход оборудован в фонтан….
 У Николая Рухлова в труде «Обзор речных долин горной части Крыма» 1915 года, дебет указан в 37350 вёдер при температуре 9,8 °C. Также гидролог указывал, что «вода выходит из толщи конгломератов… Воды источника каптированы и трубопроводом подведены к водоразборной колонке; во время засухи расход воды значительно понижается». В современных документах Ялтинской инженерно-геологической и гидрологической партии дебет родника Алексей-I, который значится под № 514 определён в 87000 м³/год (около 2,7 л/сек). В настоящее время родник представляет собой традиционный крымский фонтан (чешме) в виде стелы с двускатным верхом, вода вытекает из двух труб из нержавеющей стали, также есть ниша для иконы. В фонтан вода подаётся по небольшому водоводу от плотины у выхода воды, находящегося чуть выше по склону. Два других выхода воды — Ай-Алексий-II и III менее обильны, хотя в материалах Партии Крымских Водных изысканий всего было учтено 4 источника. Там же). Под самим родником находятся 2 небольших пруда (второй сооружён в 2014 году).

Родник и стоянка около него использовались местными жителями и пастухами с древних времён. Описание источника встречается у профессора МГУ Александра Крубера в очерке «Из летних странствований по Яйле», опубликованное в журнале Землеведение за 1911 год
Мы шли по дороге от Кучука-Узеня к лежащей в глубине гор деревне Улу-Узень, - дороге, известной мне уже по поездке 1908 г.
… Оставляем к западу от себя Улу-Узень и начинаем подниматься на Караби.
… когда мы были уже на самом краю Караби-яйлы, дождь прекратился и на западе показалось солнце. Мы торопились к кошаре, расположенной среди лесной полянки недалеко от известного источника Алексія Чокракъ.
 В наше время у родника расположилась популярная туристическая стоянка «Ай-Алексий», через которую проходит несколько номерных горных маршрутов.